# Fiamme di passione (film 1993)
Fiamme di passione (Wide Sargasso Sea) è un film del 1993 diretto da John Duigan.

## Trama
Antoniette, una giovane proprietaria terriera nella Giamaica del 1840, si sposa con un lord inglese per evitare di perdere le sue terre. Tra i due tutto sembra procedere per il verso giusto, ma la donna nasconde un segreto che riguarda la sua infanzia e sua madre. A complicare le cose ci mette Amelie, giovane serva meticcia nata di madre giamaicana che farà di tutto per dividerli.

## Produzione
Il film è stato prodotto dalla Laughing Kookaburra Productions con il supporto della Sargasso Productions. Gli effetti ottici sono stati creati dalla Cinema Research e dalla Hollywood Optical Systems, mentre i suoni post-produzione sono a opera della Dolby Laboratories. Le scene sono state riprese in Giamaica.

## Distribuzione
La pellicola è stata distribuita negli Stati Uniti il 16 aprile 1993, dove è stato classificato R (restricted) dalla Motion Picture Association of America (MPAA), ovvero vietato ai minori di 17 anni non accompagnati dai genitori. Nel Regno Unito il 4 giugno e vietato ai minori di 18 anni; in Germania invece è stato distribuito il 10 giugno con il nome di Sargasso Sea - Im Meer der Leidenschaft e vietato ai minori di 12 anni.

## Accoglienza
Il film in patria nel primo week-end di apertura incassa 33806 $, e in tutto 1614784 $. Su IMDb ottiene un punteggio di 5.8/10,.

## Curiosità
Il film è tratto dal romanzo Il grande mare dei Sargassi di Jean Rhys, sorta di prequel di Jane Eyre di Charlotte Brontë. In America uscì il 16 aprile 1993 e fu un flop totale; la critica fu altrettanto negativa. Il film è caratterizzato da numerose scene di nudo e di sesso esplicito.